# Puyo Puyo Tetris 2
Puyo Puyo Tetris 2 (ぷよぷよテトリス2?, Puyopuyo Tetorisu 2) è un videogioco rompicapo del 2020 sviluppato e pubblicato da SEGA per Nintendo Switch, PlayStation 4, PlayStation 5, Xbox One, Xbox Series X e Xbox Series S. Seguito di Puyo Puyo Tetris, del gioco è stata effettuata una conversione distribuita su Steam nel 2021.

## Modalità di gioco
Puyo Puyo Tetris 2 presenta una nuova modalità di gioco multigiocatore in co-op. È inoltre stata inserita una modalità avventura con elementi JRPG, dal gameplay simile a Puyo Puyo Chronicle per Nintendo 3DS.
Sono stati distribuiti tre aggiornamenti gratuiti che introducono nuovi personaggi, tra cui Sonic the Hedgehog, e nuove modalità di gioco.
Con il rilascio di Puyo Puyo Tetris 2S, è stata aggiunta una nuova modalità chiamata "Doppi Puyo Tetris", che consente a due o più giocatori di giocare sullo stesso tabellone.